# Fonollada groga
La fonollada groga (Odontides lutea) és una planta amb flor groga de la família escrofulariàcia.

## Descripció
És una planta ramificada ampla i laxa de 10 a 50 cm d'alçada. La corol·la que és groga de 5 a 8 mm, té els llavis molt divergents i el llavi superior trucat. Fa un fruit de 3-4 mm en forma de càpsula.
El nombre de cromosomes d'aquesta espècie és 2n = 20.
És una planta semiparàsita.

## Distribució
L'Odontites luteus es distribueix per Europa (centre i sud) i el nord d'Àfrica (subsp. reboudii). Creix a les estepes, garrigues i a la vora de boscos secs, en la brolla. Prefereix sòls moderadament secs, generalment calcaris, pobres en argila, però sempre en zones assolellades. A l'Europa central, aquesta planta pertany a les classes Festuco-Brometea i Sedo-Scleranthetea.
Als Països Catalans és una planta corrent i molt abundant a la Catalunya oriental, al País Valencià només es troba a la Plana Alta mentre que no apareix a les illes Balears. Floreix des d'agost fins a octubre (especialment florida durant setembre) i es troba des del nivell de mar fins a uns 1.200 metres d'altitud.

## Subespècies
S'han descrit tres subespècies:
- Odontites luteus (L.) Clairv. subsp. luteus.
- Odontites luteus subsp. bonifaciensis (Rouy) P. Fourn. (Syn .: Euphrasia bonifaciensis Rouy): aquesta subespècies s'ha trobat a Còrsega.
- Odontites luteus subsp.reboudii (Pomel) Quézel & Santa: aquesta subespècies s'ha trobat a Algèria.